# アース・オーバーシュート・デー
アース・オーバーシュート・デー(英語: Earth Overshoot Day)とは人類がその年に地球が再生可能な資源を超えて消費する日を表す暦日である。

## 概要
この日は、グローバル・フットプリント・ネットワークによって毎年計算され、多くの非営利団体によって支援されるキャンペーンとして実施されている。
アース・オーバーシュート・デーは、地球の生態系がその年に食料や衣類・建材などとして供給できるすべての生物資源の容量（バイオキャパシティー）を、年初から数えて人類が使い果たす日を指します。人間活動による環境負荷を可視化する目的で計算されている。